# Зимин, Виктор Петрович
Ви́ктор Петро́вич Зи́мин (18 января 1917, Загоскино, Симбирская губерния — 12 февраля 1945, Оструда) — старшина Рабоче-крестьянской Красной Армии, участник Великой Отечественной войны, Герой Советского Союза (1945).

## Биография
Виктор Зимин родился 18 января 1917 года в селе Загоскино (ныне — Майнский район Ульяновской области). Получил начальное образование. В 1931 году вместе с семьёй переехал в Самару, работал в плотницкой артели.
В 1938 году был призван на службу в Рабоче-крестьянскую Красную Армию, служил на Дальнем Востоке. С июля 1941 года — на фронтах Великой Отечественной войны. Принимал участие в боях на Западном и 3-м Белорусском фронтах. В 1943 году принят в ВКП(б). К октябрю 1944 года старшина Виктор Зимин командовал отделением разведки 203-го отдельного инженерно-сапёрного батальона 32-й инженерной сапёрной бригады 39-й армии 3-го Белорусского фронта. Отличился во время Гумбинненской наступательной операции.
17 октября 1944 года во время форсирования реки Шешупе в районе города Кудиркос-Науместис Зимин с двумя сапёрами скрытно подобрался к заминированному немецкими войсками мосту и перерезал провода, сохранив мост от подрыва. В феврале 1945 года в бою он получил тяжёлое ранение и был отправлен в госпиталь в городе Польвиттен (ныне — Оструда). 12 февраля 1945 года немецкая авиация разбомбила госпиталь, В. П. Зимин с другими ранеными погиб. Похоронен в братской могиле в посёлке Переславское Зеленоградского района Калининградской области.
Указом Президиума Верховного Совета СССР от 24 марта 1945 года за «мужество и героизм, проявленные в боях с немецкими захватчиками» старшина Виктор Зимин посмертно был удостоен звания Героя Советского Союза.

## Награды
- нагрудный значок «Отличный минёр»[3],
- два ордена Красной Звезды (17.8.1943[3], 11.02.1945[4]),
- орден Отечественной войны 2-й степени (18.10.1943)[1],
- медаль «За отвагу» (21.2.1944)[5],
- Герой Советского Союза (медаль «Золотая Звезда» и орден Ленина; 24.3.1945)[2].

## Память
В честь В. П. Зимина названы:
- площадь и школа[6] в селе Загоскино,
- мост в Кудиркосе-Науместисе[2].